# Stig Ackevi
Stig Axel Vilhelm Ackevi, född 22 oktober 1928 i Växjö, död 28 januari 2018 i Hässelby församling, Stockholm, var en svensk inredningsarkitekt.
Ackevi, som var son till fabrikör Axel Pettersson och Agnes Gustavsson, genomgick Högre Konstindustriella Skolan och utbildade sig till möbelsnickare på Stockholms stads yrkesskola. Han var anställd på Swansons snickerifabrik 1943–1953, blev inredningsarkitekt hos Zimdals arkitektkontor AB 1955 och hos Gustaf Kaunitz arkitekt SAR AB från 1959.